# Ian Smith
Ian Douglas Smith (n. 8 aprilie 1919, Shurugwi, Provincia Midlands, Zimbabwe – d. 20 noiembrie 2007, Cape Town, Africa de Sud) a fost un politician, fermier și pilot de avion cunoscut drept prim-ministrul Rhodesiei (sau al Rhodesiei de Sud; astăzi Zimbabwe) din 1964 până în 1979. A fost primul premier al țării care nu s-a născut în străinătate și a condus un guvern predominant alb care a declarat unilateral independența față de Marea Britanie în 1965 ca urmare a unei lungi dispute cu privire la condițiile înțelegerii. Smith a rămas prim-ministru timp de aproape 14 ani în care țara sa a fost izolată pe scena internațională și a supravegheat armata Rhodesiei pe parcursul conflictului civil cu gherilele naționaliste de culoare sprijinite de către comuniști. Acesta, văzut ca un reprezentat al Rhodesiei albe, a rămas o figură controversată - susținătorii săi îl descriau drept un om integru și vizionar care a conștientizat adevărurile incomode ale Africii în timp ce criticii îl caracterizează drept un rasist fără măsură ale cărui politici și acțiuni au cauzat moartea a mii de oameni și au contribuit la viitoarele crize ale statului Zimbabwe.
Smith s-a născut într-o familie de imigranți britanici în Selukwe, un mic oraș din provincia Midlands, cu patru ani înainte de acordarea suveranității coloniei în 1923. În timpul celui de-Al Doilea Război Mondial, a fost pilot al Royal Air Force. Un accident în Egipt i-a cauzat răni faciale și corporale care au rămas evidente pentru tot restul vieții; după ce s-a vindecat, a fost transferat în Europa. Acolo a fost doborât și a ajuns să lupte alături de partizanii italieni. Și-a întemeiat o fermă în orașul natal în 1948, iar în același ani a devenit membru al Parlamentului pentru Selukwe - la vârsta de 29 de ani, cel mai tânăr reprezentant pe care l-a avut țara. Inițial dedicat cauzei liberale, acesta s-a alăturat United Federal Party în 1953 și a ocupat funcția de organizator parlamentar începând cu 1958. A părăsit partidul în 1961 ca protest față de noua constituție a teritoriului, iar în următorul an l-a ajutat pe Winston Field să constituie Frontul Rhodesian, un partid politic conservator format numai din persoane de origine europeană, care să militeze pentru independență fără transferul puterii către majoritate.
Smith a devenit vice prim-ministru ca urmare ca câștigării alegerilor de către Frontul Rhodesian în decembrie 1962 și a devenit prim-ministru doi ani mai târziu după demisia lui Field în aprilie. Din moment ce guvernul Marii Britanii a refuzat să garanteze independența, înțelegerile cu prim-ministrul britanic Harold Wilson s-au suspendat, iar Smith și cabinetul său au declarat independența țării pe 11 noiembrie 1965. Ca urmare a acestei acțiuni, Organizația Națiunilor Unite au impus sancțiuni economice Rhodesiei, însă aceștia au fost susținuți de către Africa de Sud și, până în 1974, de Portugalia. Discuțiile purtate cu britanicii în 1966, 1968 și 1971 nu s-au concretizat. Smith a declarat Rhodesia o republică în 1970, iar partidul său a câștigat încă trei alegeri sub conducerea sa pe parcursul următorilor șapte ani. În 1972, când a fost inițiată a doua fază a războiului din Rhodesia, a negociat cu liderul naționalist Abel Muzorewa și mișcările de gherilă rivale conduse de Joshua Nkomo și Robert Mugabe.
În 1978, Smith și naționaliștii de culoare au semnat Tratatul Intern conform căruia țara va deveni Zimbabwe Rhodesia în 1979. Mugabe and Nkomo au continuat să lupte, acordul nefiind recunoscut la nivel internațional. Smith a făcut parte din delegația lui Muzorewa care a încheiat un acord cu Marea Britanie și gherilele revoluționare la Lancaster House, iar după recunoașterea independenței statului Zimbabwe în 1980, a devenit liderul opoziției pe parcursul primilor șapte ani ai lui Mugabe la putere. Acesta a critica aspru guvernul Mugabe atât înainte, cât și după retragerea de pe scena politică în 1987; o mare parte din caietul său de memorii din 1997, The Great Betrayal, era dedicat condamnării lui Mugabe și a altor câțiva politicieni britanici. După ce reputația lui Mugabe a început să sufere, iar economia statului Zimbabwe să scadă, statutul lui Smith și moștenirea sa au început să fie privite într-o lumină pozitivă. Susținătorii opoziției din statul african îl considerau pe vârstnicul Smith drept un simbol al rezistenței. A rămas în Zimbabwe până în 2005 când s-a mutat în Cape Town, Africa de Sud, din motive medicale. După moartea sa doi ani mai târziu la vârsta de 88 de ani, cenușa sa a fost repatriată și împrăștiată pe terenul fermei sale.